# Janne Nasenius
Bror Jan (Janne) Valentin Nasenius, född 8 september 1923 i Malma församling, Västmanlands län, död 5 september 1984 i Tyresö församling, Stockholms län, var en svensk socialpolitiker och socionom.
Janne Nasenius var son till järnvägsarbetaren Erik Gottfrid Emanuel Carlsson. Som ung arbetade han som skogsarbetare åt Kohlswa Jernverks AB, därefter som slaktarlärling 1937–1939 och som handelsbiträde hos Konsumföreningen i Köping 1939–1943. Han studerade 1945–1946 vid Jakobsbergs folkhögskola och som sjukvårdare vid Beckomberga sjukhus. Åren 1946–1947 var Nasenius elev vid Viskadalens folkhögskola och 1947 anställd vid fattigvårdsnämnden. 1947–1949 studerade han vid Socialinstitutets i Stockholms sociala linje och därefter vid Stockholms högskola och avlade en filosofie kandidatexamen där 1956. Åren 1950–1957 arbetade Nasenius som assistent och därefter som psykolog 1957–1958, sekreterare 1959–1961 och 1961–1968 som socialinspektör, allt vid Stockholms socialförvaltning. Han var 1968–1983 departementssekreterare i socialdepartementet, var sekreterare och huvudsekreterare kommittén angående allmän översyn av den sociala vårdlagstiftningen 1969–1977, expert i åtalsrättskommittén 1971–1976, ensam ledamot av socialpolitiska bidragsutredningen 1972–1975 och expert i socialpolitiska samordningsutredningen 1975. Vidare var Nasenius expert i socialdatautredningen från 1980, sakkunnig i socialberedningen från 1983 och från 1983 kansliråd i socialdepartementet. Han är gravsatt på Skogskyrkogården i Stockholm.